# Нороку (Сучава)
Нороку (рум. Norocu) насеље је у Румунији у округу Сучава у општини Бродина. Oпштина се налази на надморској висини од 967 m.

## Становништво
Према подацима из 2002. године у насељу је живело 41 становника, од којих су сви румунске националности.